# Сюзън Макарти
Сюзън Макарти (на английски: Susanne McCarthy) е английска авторка на произведения в жанра любовен роман.

## Биография и творчество
Сюзън Макарти е родена през 1949 г. в Лондон, Англия.
Работи като учителка. Пътува много и е живяла в различни различни части на Великобритания. След пенсионирането си се установява в Шропшър заедно със съпруга си.
През 1986 г. публикува първия си любовен роман „A Long Way от Heaven“. Пише общо 25 романа за издателство „Mills & Boon“ преди да се оттегли през 1999 г. от писателската си кариера.
Сюзън Макарти живее със семейството си в Телфорд, Шропшър.

## Произведения

### Самостоятелни романи
- A Long Way from Heaven (1986)
- Don't Ask for Tomorrow (1987)
- Too Much to Lose (1987)
- Caught in a Dream (1988)
- Love Is for the Lucky (1989)
- Trial by Love (1989)
- Tangled Threads (1990)
- A Casual Affair (1990)
- Танц с непознат, Dance for a Stranger (1991)
- Second Chance for Love (1992)
- Diamond Heart (1992)
- Satan's Contract (1993)
- Master of Deceit (1993)
- Dangerous Entanglement (1994)
- Practised Deceiver (1995)
- Forsaking All Others (1995)
- Bad Influence (1996)
- Her Personal Bodyguard (1997)
- A Married Woman? (1997)
- His Perfect Wife (1998)
- Bride for Sale (1998)
- The Millionaire's Child (1999)
- Groom By Arrangement (1999)

### Участие в общи серии с други писатели

#### Серия „Тайните“ (Secrets)
- A Candle for the Devil (1991)

от серията има още 5 романа от различни автори

#### Серия „Забранено!“ (Forbidden!)
- No Place for Love (1994)

от серията има още 11 романа от различни автори

### Сборници
- Escape to Caribbean Kisses (2006) – с Джоана Нийл